# Campionati del mondo di atletica leggera indoor 2016 - 400 metri piani maschili
I 400 metri piani maschili si sono tenuti il 18 e 19 marzo 2016. Hanno partecipato 28 dei 30 atleti qualificati. Il tempo di qualificazione era fissato in 46"70 (Indoor) o 45"10 (outdoor).

## Risultati

### Batterie
Passano i primi 2 di ogni batteria più i 2 migliori tempi.
| Rank | Heat | Name                    | Nationality                   | Time  | Notes     |
| ---- | ---- | ----------------------- | ----------------------------- | ----- | --------- |
| 1    | 4    | Abdalelah Haroun        | Qatar (bandiera)              | 46.15 | Q         |
| 2    | 3    | Bralon Taplin           | Grenada (bandiera)            | 46.24 | Q         |
| 3    | 1    | Deon Lendore            | Trinidad e Tobago (bandiera)  | 46.38 | Q         |
| 4    | 1    | Boniface Ontuga Mweresa | Kenya (bandiera)              | 46.44 | Q, SB     |
| 5    | 5    | Pavel Maslák            | Rep. Ceca (bandiera)          | 46.57 | Q         |
| 6    | 1    | Kyle Clemons            | Stati Uniti (bandiera)        | 46.66 | q         |
| 7    | 1    | Alonzo Russell          | Bahamas (bandiera)            | 46.66 | q         |
| 8    | 2    | Lalonde Gordon          | Trinidad e Tobago (bandiera)  | 46.72 | Q         |
| 9    | 5    | Luka Janežič            | Slovenia (bandiera)           | 46.79 | Q         |
| 10   | 3    | Yavuz Can               | Turchia (bandiera)            | 46.82 | Q         |
| 11   | 2    | Fitzroy Dunkley         | Giamaica (bandiera)           | 46.83 | Q         |
| 12   | 2    | Lucas Búa               | Spagna (bandiera)             | 46.86 |           |
| 13   | 4    | Nery Brenes             | Costa Rica (bandiera)         | 46.92 | Q, SB     |
| 14   | 2    | Philip Osei             | Canada (bandiera)             | 47.00 |           |
| 15   | 4    | Chidi Okezie            | Nigeria (bandiera)            | 47.05 |           |
| 16   | 3    | Ricardo Chambers        | Giamaica (bandiera)           | 47.07 |           |
| 17   | 4    | Batuhan Altıntaş        | Turchia (bandiera)            | 47.21 |           |
| 18   | 3    | Marek Niit              | Estonia (bandiera)            | 47.39 |           |
| 19   | 5    | Liemarvin Bonevacia     | Paesi Bassi (bandiera)        | 47.48 |           |
| 20   | 5    | Payton Hazzard          | Grenada (bandiera)            | 47.61 |           |
| 21   | 3    | Alberth Bravo           | Venezuela (bandiera)          | 47.63 | PB        |
| 22   | 3    | Emmanuel Dasor          | Ghana (bandiera)              | 47.86 |           |
| 23   | 2    | Gustavo Cuesta          | Rep. Dominicana (bandiera)    | 48.46 |           |
| 24   | 1    | George Erazo            | El Salvador (bandiera)        | 49.66 |           |
| 25   | 5    | Mowen Boino             | Papua Nuova Guinea (bandiera) | 49.81 | PB        |
| 26   | 4    | Kristijan Efremov       | Macedonia del Nord (bandiera) | 50.28 |           |
| -    | 4    | Vernon Norwood          | Stati Uniti (bandiera)        | DQ    | R163.3(b) |
| -    | 5    | Michael Mathieu         | Bahamas (bandiera)            | DQ    | R163.3(b) |
|      | 1    | Sadam Suliman Koumi     | Sudan (bandiera)              | DNS   |           |
|      | 2    | Orukpe Eraiyokan        | Nigeria (bandiera)            | DNS   |           |

### Semifinali
I primi 3 di ogni semifinale passano alla finale
| Rank | Heat | Name                    | Nationality       | Time  | Notes     |
| ---- | ---- | ----------------------- | ----------------- | ----- | --------- |
| 1    | 1    | Bralon Taplin           | Grenada           | 45.38 | Q         |
| 2    | 2    | Pavel Maslák            | Rep. Ceca         | 45.71 | Q         |
| 3    | 2    | Abdalelah Haroun        | Qatar             | 45.71 | Q, SB     |
| 4    | 2    | Lalonde Gordon          | Trinidad e Tobago | 46.03 | Q         |
| 5    | 1    | Deon Lendore            | Trinidad e Tobago | 46.23 | Q         |
| 6    | 1    | Boniface Ontuga Mweresa | Kenya             | 46.33 | Q, SB     |
| 7    | 1    | Nery Brenes             | Costa Rica        | 46.49 | SB        |
| 8    | 2    | Yavuz Can               | Turchia           | 46.82 |           |
| 9    | 1    | Kyle Clemons            | Stati Uniti       | 46.91 |           |
| 10   | 2    | Alonzo Russell          | Bahamas           | 47.07 |           |
| 11   | 2    | Fitzroy Dunkley         | Giamaica          | 47.13 |           |
|      | 1    | Luka Janežič            | Slovenia          | DQ    | R163.3(b) |

### Finale
Finale il 19 marzo alle 19:05.
| Rank | Lane | Name                    | Nationality       | Time  | Notes |
| ---- | ---- | ----------------------- | ----------------- | ----- | ----- |
| 1    | 5    | Pavel Maslák            | Rep. Ceca         | 45.44 |       |
| 2    | 3    | Abdalelah Haroun        | Qatar             | 45.59 | SB    |
| 3    | 4    | Deon Lendore            | Trinidad e Tobago | 46.17 |       |
| 4    | 6    | Bralon Taplin           | Grenada           | 46.56 |       |
| 5    | 2    | Boniface Ontuga Mweresa | Kenya             | 46.86 |       |
| 6    | 1    | Lalonde Gordon          | Trinidad e Tobago | 47.62 |       |